# 5 Batalion Strzelców Podhalańskich
5 Batalion Strzelców Podhalańskich im. gen. bryg. Andrzeja Galicy (5 bsp) – pododdział Wojsk Zmechanizowanych Sił Zbrojnych RP.

## Historia
Batalion został sformowany w roku 1994 na podstawie zarządzenia nr 049/Org. z 26 maja 1993 szefa Sztabu Generalnego Wojska Polskiego w składzie 21 Brygady Strzelców Podhalańskich. Przeformowany w 5 batalion zmechanizowany w 2002 roku i ponownie w 5 batalion Strzelców Podhalańskich 1 października 2010. Jednostka stacjonuje w Przemyślu, przy ul. 29 Listopada 1.
25 września 1995 Prezydent RP Lech Wałęsa nadał batalionowi sztandar ufundowany przez Społeczny Komitet Fundatorów Sztandaru.
Decyzją Nr 383/MON Ministra Obrony Narodowej z dnia 15 października 2010 roku patronem batalionu ustanowiono gen. bryg. Andrzeja Galicę oraz ustanowiono doroczne święto 5 batalionu Strzelców Podhalańskich w dniu 1 października.
Na podstawie tej samej decyzji batalion przejmuje sztandar rozformowanego 5/21 Brygady Strzelców Podhalańskich i z honorem kultywuje dziedzictwo tradycji:
- 5 pułku Strzelców Podhalańskich 22 Dywizji Piechoty Górskiej (1918-1939);
- 5 batalionu zmechanizowanego 21 Brygady Strzelców Podhalańskich im. gen. bryg. Mieczysława Boruty-Spiechowicza (2002-2010)[2].

Decyzją Nr 131/MON Ministra Obrony Narodowej z 18 kwietnia 2011 wprowadzono oznakę rozpoznawczą 5 batalionu.
Decyzją Nr 412/MON Ministra Obrony Narodowej z dnia 3 listopada 2011 wprowadzono odznakę pamiątkową 5 batalionu Strzelców Podhalańskich.

Insygnia
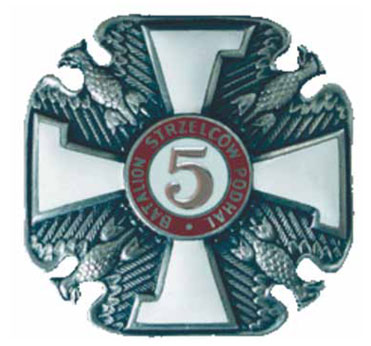
Odznaka pamiątkowa
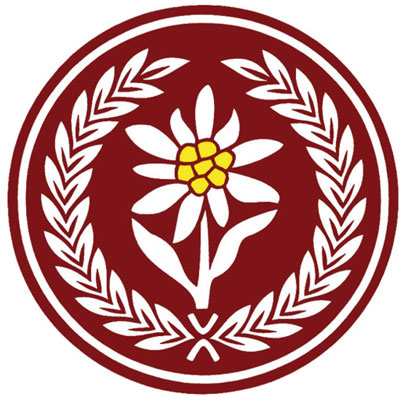
Oznaka rozpoznawcza
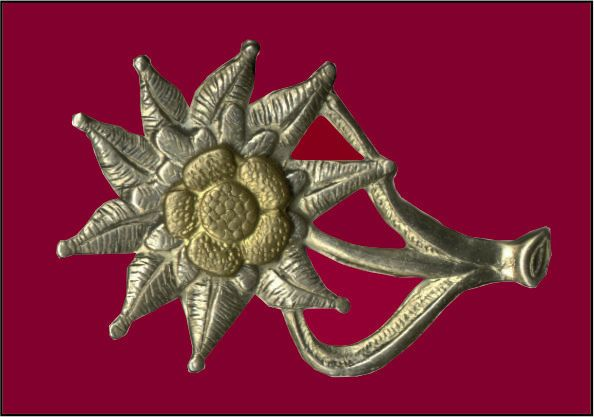
Proporczyk na beret

## Dowódcy batalionu
- ppłk dypl. Mirosław Rozmus (1993–1997)
- ppłk dypl. Józef Andrzej Matuszyk (1997–2002)
- ppłk dypl. Tomasz Krzempek (2002–2007)
- ppłk dypl. Zbigniew Ząbek (2007 – 30 września 2010)
- ppłk dypl. Zenon Brzuszko (1 października 2010 – 15 października 2012)
- ppłk Dariusz Czekaj (15 października 2012 - 10 października 2016)
- ppłk Marcin Dusza (30 listopada 2016 – 27 maja 2019)
- ppłk Marcin Zalewski (27 maja 2019 – obecnie)

Podstawowym uzbrojeniem batalionu jest BWP-1 i samobieżny moździerz Rak 120mm.